# Les Promesses du sol
Les Promesses du sol est une web-série documentaire réalisée par Raphaël Stora et diffusée sur la plateforme arte.tv en 2017.

## Synopsis
Dans les années 2000, Paris est en effervescence : la danse hip-hop est partout. Raphaël Stora, apprenti danseur, commence à documenter son parcours et celui des danseurs qui se retrouvent à Châtelet ou La Défense.
À travers 10 années d'archives, il montre un univers peu documenté, celui de la danse urbaine. 
« J'ai décidé de filmer les danseurs d'aujourd'hui, je voulais que leur histoire reste ».

## Fiche technique
- Réalisation : Raphaël Stora
- Montage : Raphaël Matthieu
- Production : Marc Lustigman et Noam Roubah
- Sociétés de production : Darjeeling et Arte France
- Pays d'origine : France
- Durée : 8 épisodes de 6 minutes
- Date de première diffusion : 29 mai 2017 sur Arte.tv